# Simulium ephemerophilum
Simulium ephemerophilum är en tvåvingeart som beskrevs av Rubtsov 1947. Simulium ephemerophilum ingår i släktet Simulium och familjen knott. Inga underarter finns listade i Catalogue of Life.